# Eurhopalothrix omnivaga
Eurhopalothrix omnivaga är en myrart som beskrevs av Taylor 1990. Eurhopalothrix omnivaga ingår i släktet Eurhopalothrix och familjen myror. Inga underarter finns listade i Catalogue of Life.